# 1172
Cette page concerne l'année 1172  du calendrier julien. Pour l'année 1172 av. J.-C., voir 1172 av. J.-C.
L'année 1172 est une année bissextile qui commence un samedi.

## Événements
- 2 février[1] : au synode de Cashel, le roi Henri II d’Angleterre force l’Église d’Irlande à se soumettre à l’autorité de l’Église catholique romaine, ce qui met fin aux pratiques du christianisme celtique[2].
- 4 mars : Étienne III de Hongrie meurt sans enfants et son frère Béla III devient roi de Hongrie (fin de règne en 1196)[3].
- 19 mars : mort de Il-Arslan, Chah du Khârezm[4]. Son jeune fils Sultan Shah s’impose au détriment de l’ainé Takach, qui se réfugie chez les Kara-Khitans.
- octobre 1171 - avril 1172 : séjour du roi Henri II d’Angleterre en Irlande, qui s'y proclame First Lord of Ireland.
- 21 mai : Henri II d’Angleterre fait pénitence à Avranches pour se réconcilier avec l’Église après le meurtre de Thomas Becket. Le 27 septembre, le concordat d’Avranches scelle la réconciliation[5].
- 28 mai : mort du doge de Venise Vital II Michele poignardé par Marco Casolo, après l’échec de l’expédition navale contre Byzance[6].
- 11 juin : investiture de Richard Cœur de Lion comme comte de Poitiers et duc d’Aquitaine à Poitiers en présence de sa mère[7]. Il reçoit la couronne ducale à l’abbaye Saint-Martial de Limoges lors d’une seconde cérémonie quelques jours plus tard[8].

- 4 juillet : testament du comte Girard II de Roussillon, qui lègue le comté de Roussillon à Alphonse II d'Aragon[9].
- 29 septembre : Sebastian Ziani est élu doge de Venise (fin en 1178)[10] ; création du Maggior Consiglio (Grand Conseil) à Venise, constitué de patriciens[11]. Le doge de Venise n’est plus élu par les citoyens mais par une commission de onze membres qui désigne quarante électeurs, qui à leur tour « présentent » un doge dont la nomination est effective après acclamation populaire. Il reçoit le titre de prince sérénissime.
- 11 décembre : Takach (`Alâ’ ad-Dîn Tekish) est installé sur le trône du Khârezm par une armée du Kara Khitaï[12] (fin de règne en 1200).

- Manuel Ier Comnène impose son autorité au prince de Serbie Étienne Nemanja, allié de Venise[13].
- Le sultan seldjoukide de Rum Kılıç Arslan II soumet les Turcs Danichmendides de Sivas (fin en 1174). Il devient l’unique chef turc d’Anatolie face aux Byzantins et aux croisés[14].
- Troubles au Yémen, où à la suite de l’éviction des Fatimides d’Égypte, les chiites prennent le pouvoir et persécutent les Juifs, qui sont obligés d’adopter l’islamisme. Un prophète autoproclamé annonce la venue du Messie et prêche une religion syncrétique combinant judaïsme et islam. Maïmonide rédige son Épître au Yémen pour soutenir la communauté juive de Saana, désemparé[15].